# Abolicionismo penal

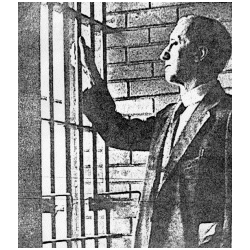

O abolicionismo penal é uma teoria criminológica relacionada à descriminalização, ou seja, a retirada de determinadas condutas de leis penais; e a despenalização, extinção da pena quando da prática de determinadas condutas. É baseada em propostas que vão, em manifestações mais radicais, desde a eliminação do vigente modelo de justiça penal, até, em modelos menos radicais, a proposição de alternativas aos regimes de segregação.Trata-se de um novo método de se pensar o direito penal, uma vez que se questiona o verdadeiro significado das punições e das instituições, com o objetivo de construir outras formas de liberdade e justiça.

## História
Derivado da criminologia crítica dos anos sessenta e setenta, o Abolicionismo Penal é uma teoria criminológica que “redimensionou a crítica as práticas penais a partir da problematização da existência da realidade ontológica do crime e do universalismo das leis e dos castigos.”  .
Como vertente teórica, as correntes abolicionistas são diversas, havendo pouco consenso entre os autores que podem ser considerados abolicionistas. O abolicionismo congregaria autores que comungam propostas político-criminais estruturadas na premissa da contração/substituição do sistema penal por outras instâncias resolutivas dos conflitos sociais. Apresentando-se mais como ‘movimento’ do que como ‘escola’, o movimento abolicionista busca a tutela de direitos estruturados a partir de uma matriz paradigmática comum, e procurou a desconstrução do modelo penalógico do tratamento, ou seja, procurou a “desconstrução da base mitológica sobre a qual é estruturado o direito penal”.
Há inúmeras formas de manifestação do movimento penal-abolicionista, porém, destacam-se as seguintes 4 (quatro) variantes, não excludentes, deste movimento: a (i) tendência estrutural historicista de Michel Foucault; (ii) variante marxista de Thomas Mathiesen; (iii) concepção fenomenológico-historicista de Nils Christie; e (iv) perspectiva fenomenológica de Louk Housman.

### Tendência Estrutural Historicista deMichel Foucault

Michel Foucault

Michel Foucault (Poitiers, 15 de outubro de 1926 — Paris, 25 de junho de 1984), embora não seja considerado um abolicionista propriamente dito, foi grande referência teórica a outros autores. Em sua obra, afirma que o papel da criminologia tradicional foi o de justificar práticas punitivas através de um discurso ressocializador. Além disso, ao falar do exercício do poder, afirma que as relações de poder ocorrem em níveis quase imperceptíveis. Transplantando sua análise sobre as estruturas de poder presentes na sociedade, constata que a transferência da punição à vigilância disciplinar conduz à diferenciação entre níveis de exercício de poder na sociedade.
Sua obra “Vigiar e Punir: Nascimento da Prisão” foi tida como uma obra que alterou o modo de pensar e fazer política social no mundo ocidental. Em suas palavras: 
“A prisão, essa região mais sombria do aparelho de justiça, e o local onde o poder de punir, que não ousa mais se exercer com o rosto descoberto, organiza silenciosamente um campo de objetividade em que o castigo poderá funcionar em plena luz como terapêutica e a sentença se inscrever entre os discursos do saber. Compreende-se que a justiça tenha adotado tão facilmente uma prisão que não fora entretanto filha de seus pensamentos. Ela lhe era agradecida por isso.” .
Nesta obra, apresenta a prisão como instituições completas e austeras, pois devem ser um aparelho disciplinar exaustivo, “onidisciplinar”. Critica não apenas a prisão, mas a sociedade como um todo.

### Variante Marxista deThomas Mathiesen
Thomas Mathiesen (Oslo, 5 de outubro de 1933) é, assim como seu conterrâneo Nils Christie e os holandeses Louk Hulsman e Herman Bianchi, um dos maiores teóricos do abolicionismo penal. É professor na Universidade de Oslo e foi um dos criadores e idealizadores da KROM (Organização Norueguesa Anti-carcerária).
Em sua obra, Mathiesen formulou oito teses ou argumentos contra o sistema penal: (a) A prevenção especial positiva é irreal. Os sentenciados, durante o encarceramento, não melhoram. Na verdade, isso dificulta a reintegração à sociedade e aumenta as taxas de reincidência, além de causar sérios danos à personalidade. (b) A prevenção geral negativa é incerta. Não há qualquer prova de que o sistema penal reduza a criminalidade. Acredita-se, entretanto, que políticas sociais e econômicas tenham uma influência maior e mais eficaz sobre a questão da criminalidade. (c) Na atualidade, usa-se a superlotação como desculpa para a criação de novos presídios. Com mais presos em regime semiaberto e encurtamento das penas, pode-se intensificar o processo de mudança de um sistema punitivista para uma sociedade sem prisões (d) A irreversibilidade da construção de novos presídios. Uma vez construídos, a construção dificilmente será usada para outro fim. Alguns autores sustentam ainda que a abertura de mais vagas no sistema carcerária estimularia os juízes a serem mais punitivistas. (e) Caráter expansionista. Há uma tendência no sistema prisional de crescimento, sendo cada vez mais necessário aumentar o número de presídios. (f) Caráter desumano. As prisões são formas institucionais e sociais desumanas ao retirarem a autonomia do condenado. (g) Violência e degradação dos valores culturais (h) Alto custo econômico. O sistema carcerário gasta uma quantia enorme com seus juízes, promotores, penitenciárias e etc. Acredita-se que o capital investido no sistema seria mais benéfico à sociedade se investido em outras áreas. Segundo Mathiesen, haveria na sociedade “escudos protetores da prisão”, mecanismos que agiriam ocultando a irracionalidade do sistema e distorcendo a realidade prisional, impedindo a visibilidade do barbarismo da instituição. Em razão disso, o autor propõe a queda dessas instituições (agentes da administração carcerária, cientistas sociais da criminologia-clínica e os meios de comunicação em massa).
Uma das propostas mais inovadoras de Mathiesen é a referente ao apoio às vitimas. Para o norueguês, o sistema atualmente centraliza suas atenções sobre o réu. O autor propõe uma inversão: “ao invés de aumentar a punição de acordo com a gravidade da transgressão, o que é básico no sistema atual, eu proporia o aumento do apoio à vítima de acordo com a gravidade da transgressão”.

### Concepção Fenomenológico-historicista deNils Christie

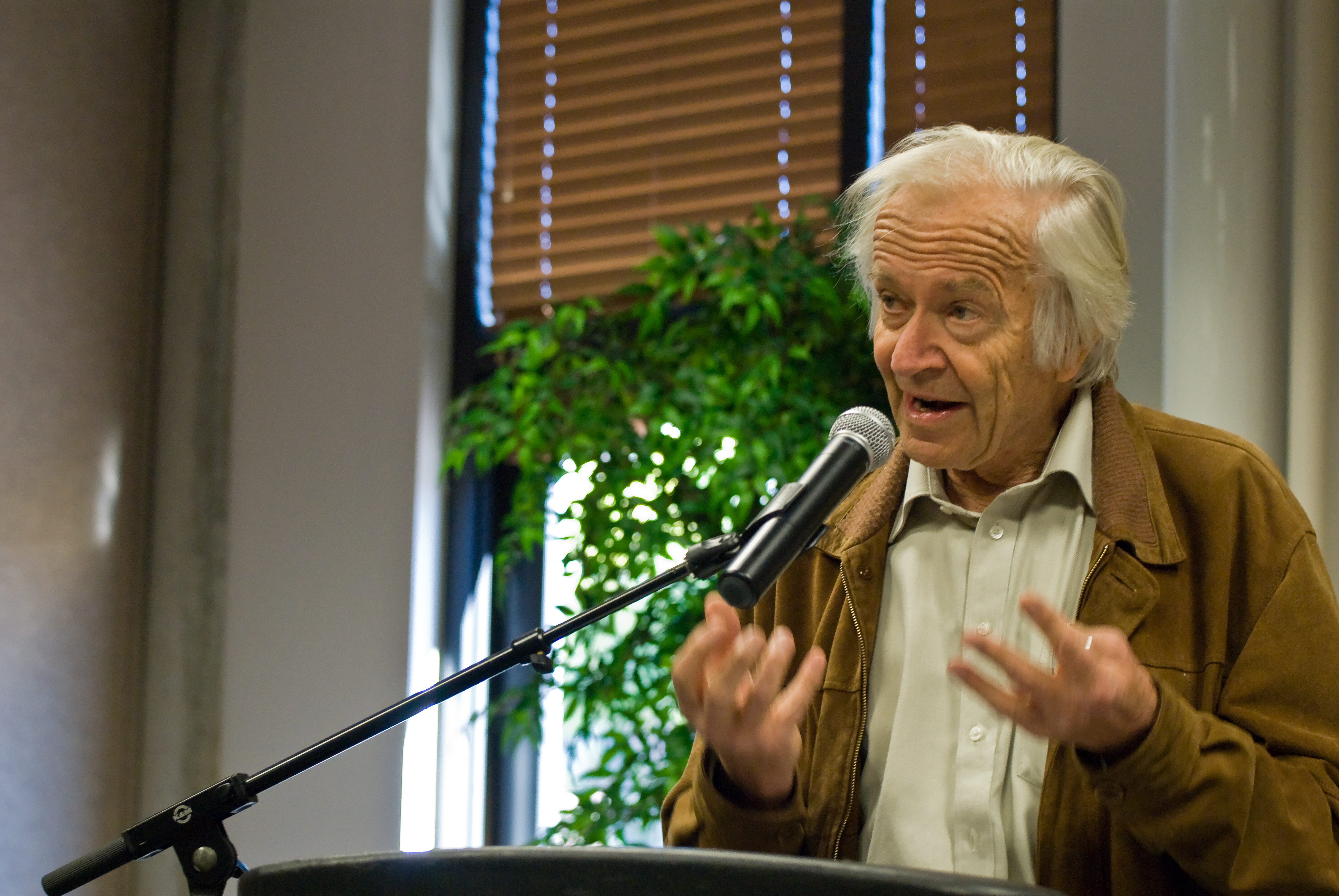
Nils Christie

Nils Christie (Oslo, 24 de fevereiro de 1928 - Oslo, 27 de maio de 2015) foi um professor emérito de Criminologia na Faculdade de Direito da Universidade de Oslo. Atuava no campo da Criminologia Crítica, estando alinhado com o pensamento do Abolicionismo Penal.
Definia a si mesmo como um abolicionista mínimo, por considerar que a violência estatal, ainda que, por vezes, inevitável, é um instrumento que pode ser insuportavelmente repressivo, devendo, pois, ser usada com cautela e após haverem-se esgotado todas as outras formas de resolução alternativas, como, por exemplo, a mediação. Em seus trabalhos, utiliza dados para mostrar como tem crescido o número de denúncias e de encarceramentos na Noruega. Contesta, por outro lado, que não apenas não houve um aumento do número de crimes em tal proporção, como até mesmo as sociedades hoje são menos violentas do que no passado, restando injustificado o aumento da punição.
Christie defende que assim como, em uma escola, há a expectativa de que o filho aprenda algo e conviva com outros alunos, com os quais manterá amizades duradouras, não há motivos para não se imaginar que, em um presídio, ocorrerá o mesmo, de forma que o combate em escala industrial ao crime tornou-se um perigo maior do que os próprios crimes.
Sustenta que a Criminalidade é apenas uma forma de legitimar as sanções a comportamentos e condutas indesejados nas sociedades altamente industrializadas do Ocidente. Nesses termos, após analisar a explosão do número de encarcerados nos Estados Unidos e na Rússia, defende em seu livro mais conhecido, Kriminalitätskontrolle als Industrie (O Controle da Criminalidade como Indústria), que também o sistema carcerário se tornou industrial, isto é, de punição em massa, sem que as autoridades judiciais tenham atentado para as graves consequências que o emprisionamento em massa pode trazer.
Assim, o combate às drogas, por exemplo, mediante a prisão do usuário, revelou-se ineficiente e até contraproducente para enfrentar o consumo de drogas. Não há, portanto, razão para que se puna o usuário.
Isso ocorreria, para Christie, em decorrência do aumento dos atritos entre as diferentes classes sociais, que tende a aumentar à medida que aumenta a desigualdade, gerando, destarte, a necessidade de se encarcerar “classes perigosas”, que não atendem às demandas do interesse econômico.

### Perspectiva Fenomenológica deLouk Hulsman
Louk Hulsman (Kerkrade, 8 de Março de 1923 — Dordrecht, 3 de Fevereiro de 2009) é considerado um dos maiores pensadores da teoria abolicionista de todos os tempos. Enxerga o problema do sistema criminal como ontológico. Defende uma radical e absoluta transformação das estruturas de controle social, abandonando não somente o cárcere, mas todos os sistemas formais.
Construiu um pensamento que derivou da análise de dados empíricos das cifras negras, a diferença entre os crimes denunciados (nas estatísticas da polícia) e estatísticas dos tribunais. Para ele: 
“Quase todos os eventos problemáticos para alguém (uma pessoa, uma organização, um movimento) podem ser abordados num processo legal de uma forma ou de outra (justiça criminal, civil ou administrativa), mas muito poucos deles são realmente abordados desta forma, como mostram a cifra negra e outras formas de justiça.” .
Para ele o modelo de justiça penal é incontrolável, distribuidor de sofrimento desnecessário, desigual e expropriador dos direitos dos cidadãos. Por isso, propõe inúmeras alternativas à punição. Entre suas inúmeras propostas, está a modificação da linguagem penal. Para ele, chamar um fato de crime significa se limitar ao sistema punitivo. Ainda, afirma não existirem crimes ou delitos, mas apenas situações problemáticas. É a favor da flexibilização da justiça penal, de modo a possibilitar negociações entre réus e vítimas, e da descriminalização e descarcerização. Sobre a descriminalização, afirma: 
“A “criminalização” é injusta, já que, através de sua própria estrutura, nega as variedades existentes na vida social e os diferentes “significados” daí gerados, e porque ela é incapaz de percebê-los e lidar com eles. É injusta, também – em seus próprios termos – porque não consegue lidar igualmente com agressores e vítimas: a maioria deles nem mesmo aparece na justiça criminal (cifra negra); regra geral, são lidados em algum outro lugar de uma forma que não é sequer conhecida pela justiça criminal.” .

## A Ideia Abolicionista: Realidade Prisional, Fundamento da Abolição e suas Propostas
Muitos abolicionistas, percebendo a tendência contrária à abolição da prisão, refletiram sobre mecanismos de ocultação da irracionalidade do aprisionamento. Para eles, seriam vários os mecanismos de ocultação, como, por exemplo, a atividade de cientistas e agentes da administração carcerária, mas sobretudo os meios de comunicação, os quais distorcem a realidade prisional. Nas palavras de Mathiesen: 
“as pessoas não sabem quão irracionais são nossas prisões. As pessoas são levadas a acreditar que as prisões funcionam. A irracionalidade verdadeira da prisão é um dos segredos mais bem guardados em nossa sociedade. Se o segredo fosse revelado, destruiria as raízes do sistema atual e implicaria o começo de sua ruína” .
Os fundamentos para a abolição da prisão, da maneira como defendida pelos abolicionistas, é baseada em argumentos derivados da sociologia, da criminologia, do direito, e de outras ciências e áreas do conhecimento. Dentre os fundamentos, os mais comuns diziam que (i) as instituições prisionais destroem a personalidade do preso e incitam sua reincidência, de modo que a função da prevenção especial da pena não seja alcançada; (ii) o efeito da prisão sobre a prevenção geral não é comprovado; (iii) a pena restritiva de liberdade é muito desproporcional em se tratando de crimes envolvendo bens jurídicos disponíveis, como por exemplo o patrimônio; (iv) a construção de novos presídios é indisponível, e tem caráter expansionista; (v) as prisões são desumanas e produzem violência e degradação nos valores culturais; e (vi) o custo de manutenção do sistema carcerário é inaceitável.
O movimento foi centralizado na abolição do cárcere, negando inclusive penas alternativas. Entretanto, muitas correntes da Teoria Abolicionista admitem opções aos castigos, na forma de sanções penais alternativas/substitutivas, como por exemplo a compensação, mediação, conciliação, arbitragem, terapia, educação etc. Ainda, muitos autores afirmavam que a necessidade do cárcere diminuiria drasticamente por meio de políticas sociais e descriminalização das drogas. Isto porque a ação contra a pobreza teria o potencial de diminuir a criminalidade, pois grande parte desta tem como fator, direto ou indireto, a pobreza. Além disso, o que caracteriza um ato/fato como crime eé a sua criminalização/positivação. Encarando um ato, este só se torna crime por uma atitude tipificadora do homem, e por isso o ato de descriminalizar um ato/fato, neutralizando-o, diminuiria com a criminalidade, uma vez que os sistemas penais preveem uma quantidade incrivelmente altas de condutas consideradas como típicas e puníveis.
Ainda, uma construção mais contemporânea do abolicionismo penal traz ainda a figura do manejo do conflito, que busca “devolver as pessoas envolvidas o domínio de seus conflitos” . Esta atitude possibilitaria à vitima e ao imputado um diálogo muitas vezes capaz de dar um significado comum às situações problemáticas. Para a efetividade da abolição, seria necessária a realização de uma mudança estrutural e completa da linguagem, das percepções, das atitudes e do comportamento da sociedade, pois muitas das características do atual sistema penal, e as quais os abolicionistas criticam, são endêmicas, com origem distante, há muito incrustadas no homem. Este modelo ora apresentado teria uma estrutura mais informal e flexível, como da justiça civil e administrativa, tendo como ideais a reparação e a indenização do prejuízo, abdicando da privação e/ou restrição da liberdade.
As estruturas que viriam a substituir o sistema penal e as prisões, sobretudo as mais antigas, embora divergentes em determinados pontos, apresentam a figura do apoio à vitima. Seja em momento anterior à situação problemática, seja em momento posterior, buscando entender o contexto do conflito e dar o apoio proporcional à gravidade da transgressão, e não uma punição proporcional à gravidade da transgressão. 